# Kortsteelroest
De kortsteelroest (Puccinia brachypodii) is een schimmel behorend tot de familie Pucciniaceae. Het is een biotrofe parasiet die leeft op Berberis en verschillende grassoorten (Aveneae en Poeae). Symptomen van aantasting op de waardplant zijn onder meer roestvlekken en puisten op de bladoppervlakken van waardplanten.

## Kenmerken
Spermogonia
Spermogonia zijn zeer klein en groeien aan de bovenkant van het blad.
Aecia
Aecia zijn zeer klein (<0,4 mm) en groeien aan de onderkant van het blad. Het peridium is zonder duidelijke, naar buiten gebogen, slippen. De hyaliene aeciosporen meten 22-27 × 15-21 µm. 
Uredinia
De geelbruine uredinia groeien aan de bovenkant van het blad. De kleur is geel- of oranjebruin. Knopvormige parafysen steken boven de sporen uit. De fijnstekelige urediniosporen hebben circa zes moeilijk waar te nemen kiemporen. De sporenmaat is 21–25 × 16-21 µm. 
Telia
Telia zijn klein, zwartbruin, lang bedekt door de epidermis en bevinden zich aan de onderzijde van het blad. De goudgele tot hazelnootkleurige teliosporen zijn 2-cellig en de vorm is omgekeerd kegelvormig. De sporenmaat is 30-38 × 17-23 µm. De sporenwand is glad en apicaal verdikt. Ze hebben een korte bruinachtige steel van 12 µm lang.

## Verspreiding
De kortsteelroest komt wereldwijd voor. In Nederland komt hij vrij zeldzaam voor. 

## Taxonomie
Puccinia brachypodii werd in 1861 voor het eerst beschreven door Gustav Heinrich Otth. Er zijn daarna talloze synoniemen beschreven. Cummins beschreef in 1966 vier variëteiten:
- Puccinia brachypodii Otth var. brachypodii (kortsteelroest)
- Puccinia brachypodii Otth var. major Cummins & HC Greene
- Puccinia brachypodii  Otth var. arrhenatheri (Kleb.) Cummins & HC Greene (ruwe-smeleroest)
- Puccinia brachypodii Otth var. poae-nemoralis (Otth) Cummins & HC Greene. Deze wordt echter meestal als een aparte soort beschouwd, namelijk als Puccinia poae-nemoralis  Otth. (bruine-vlekkenroest)

## Foto's

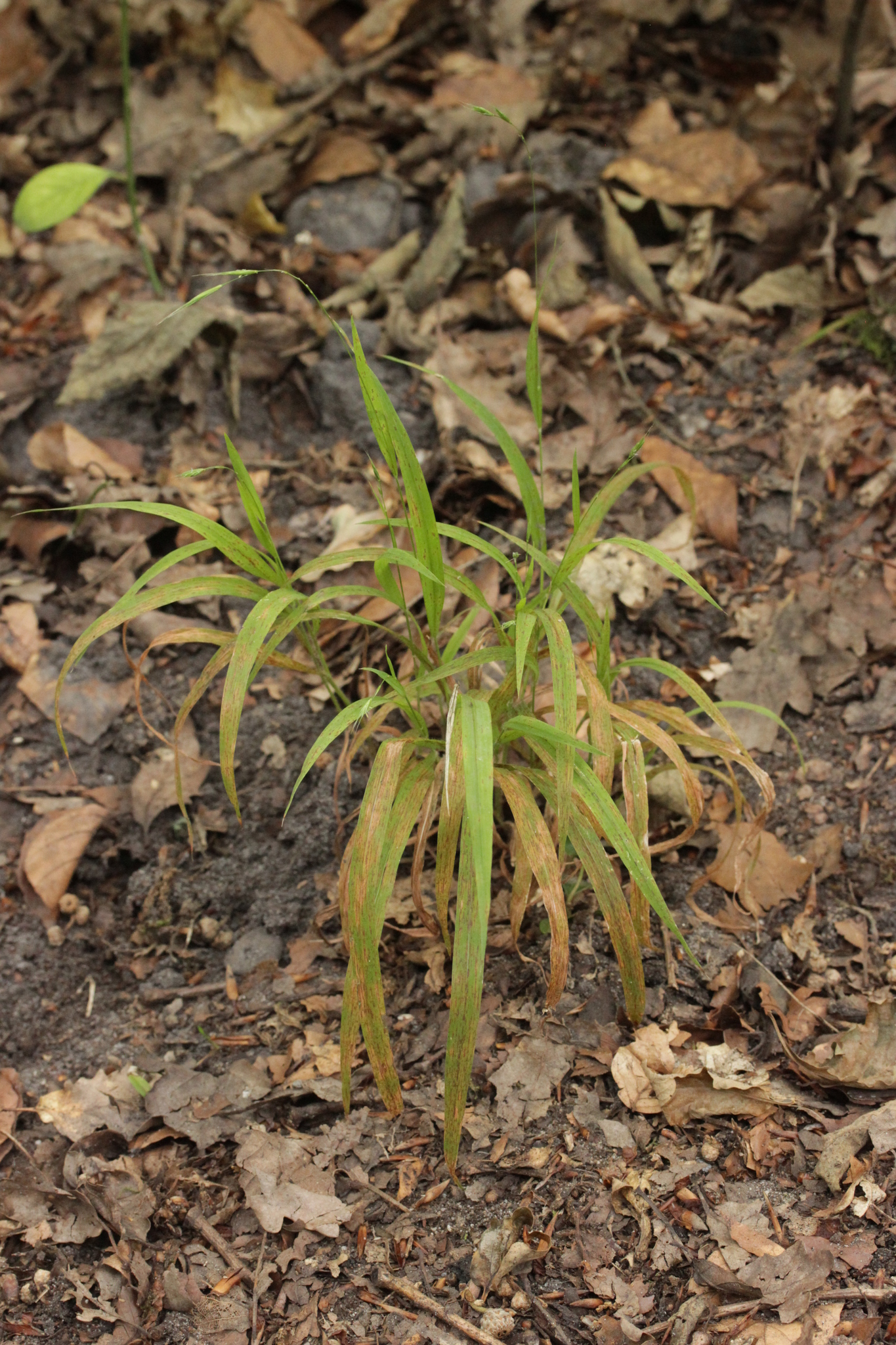
Uredinia op boskortsteel
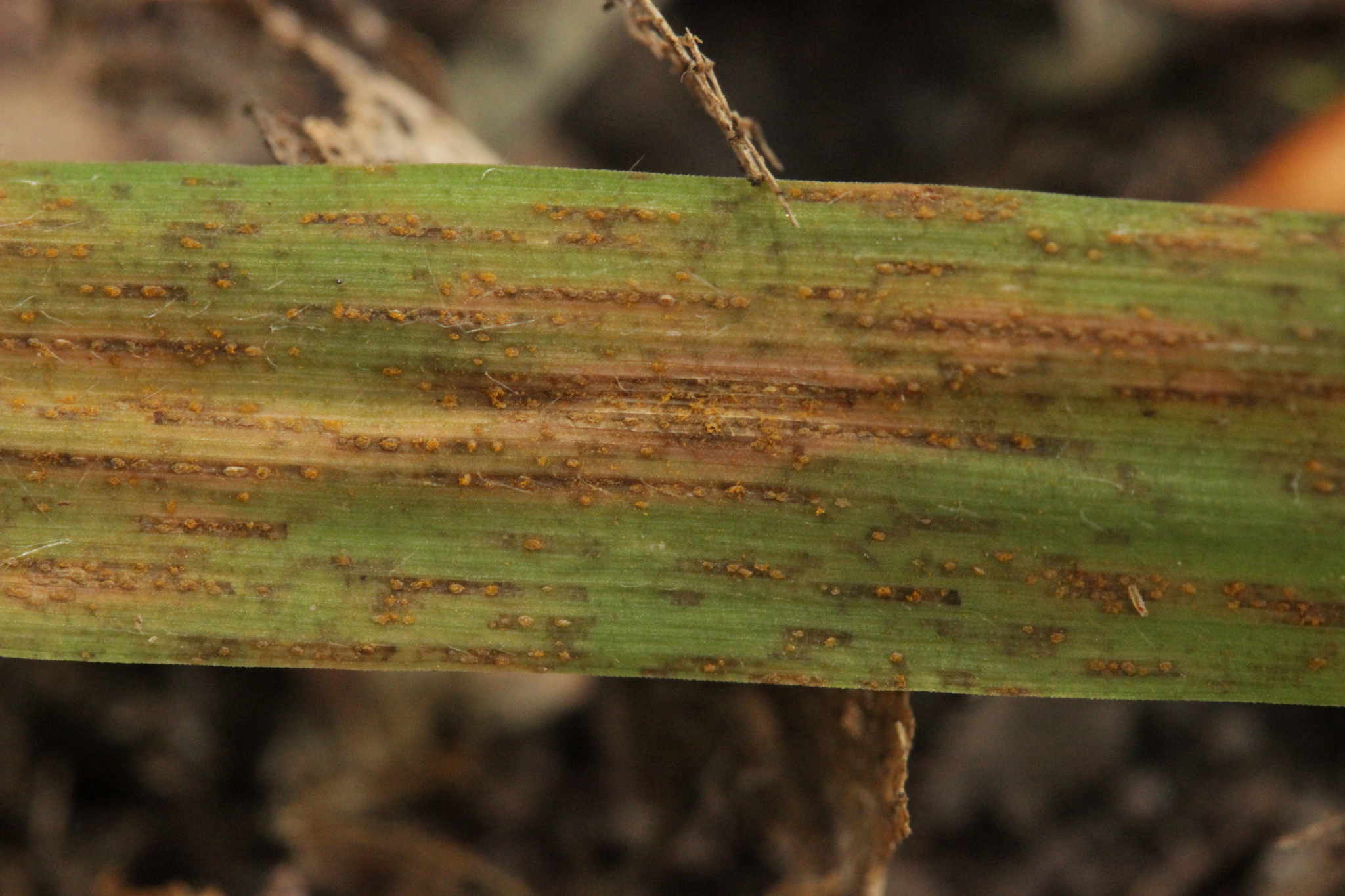
Uredinia op boskortsteel
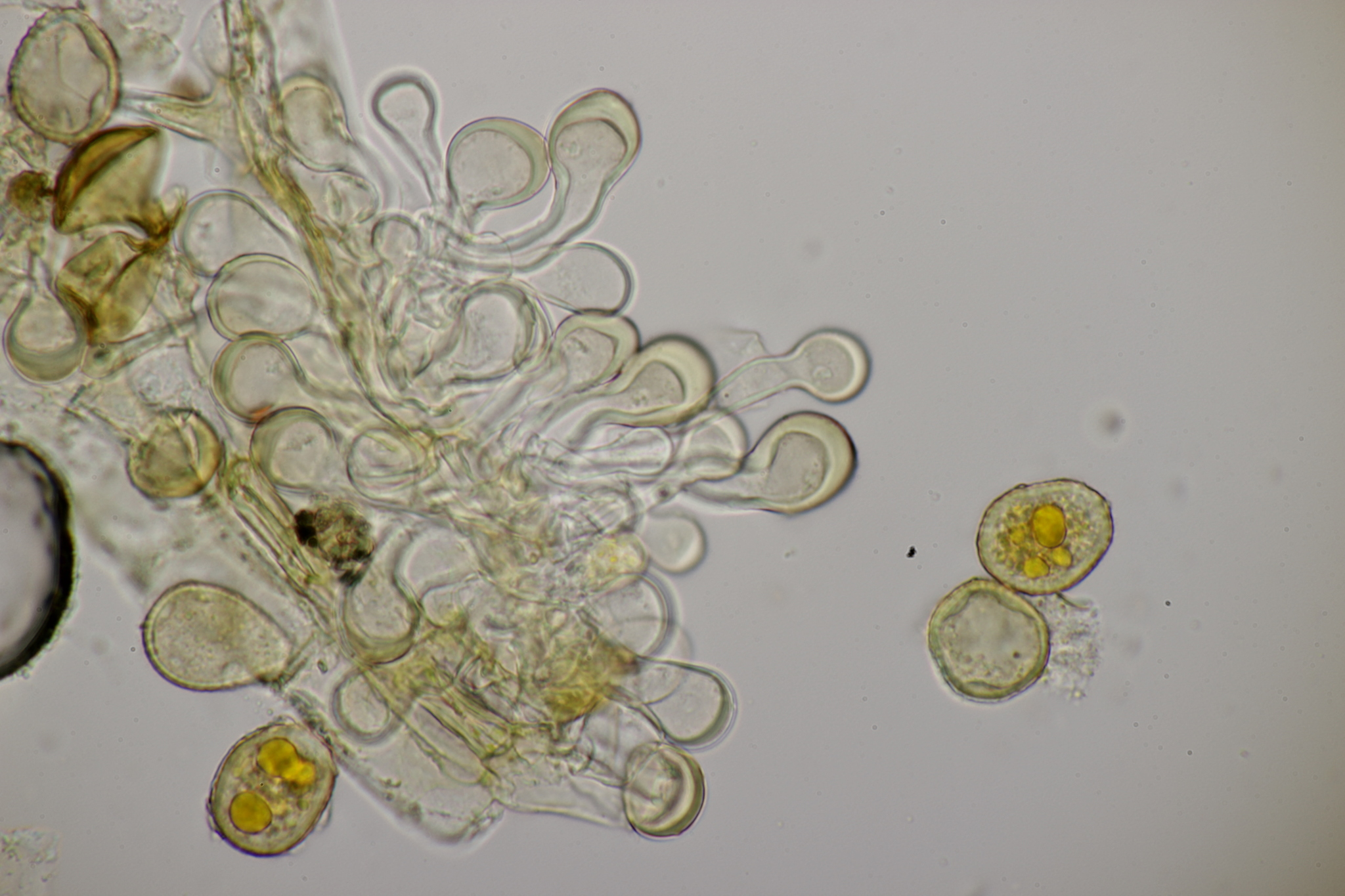
Uredinia met parafysen
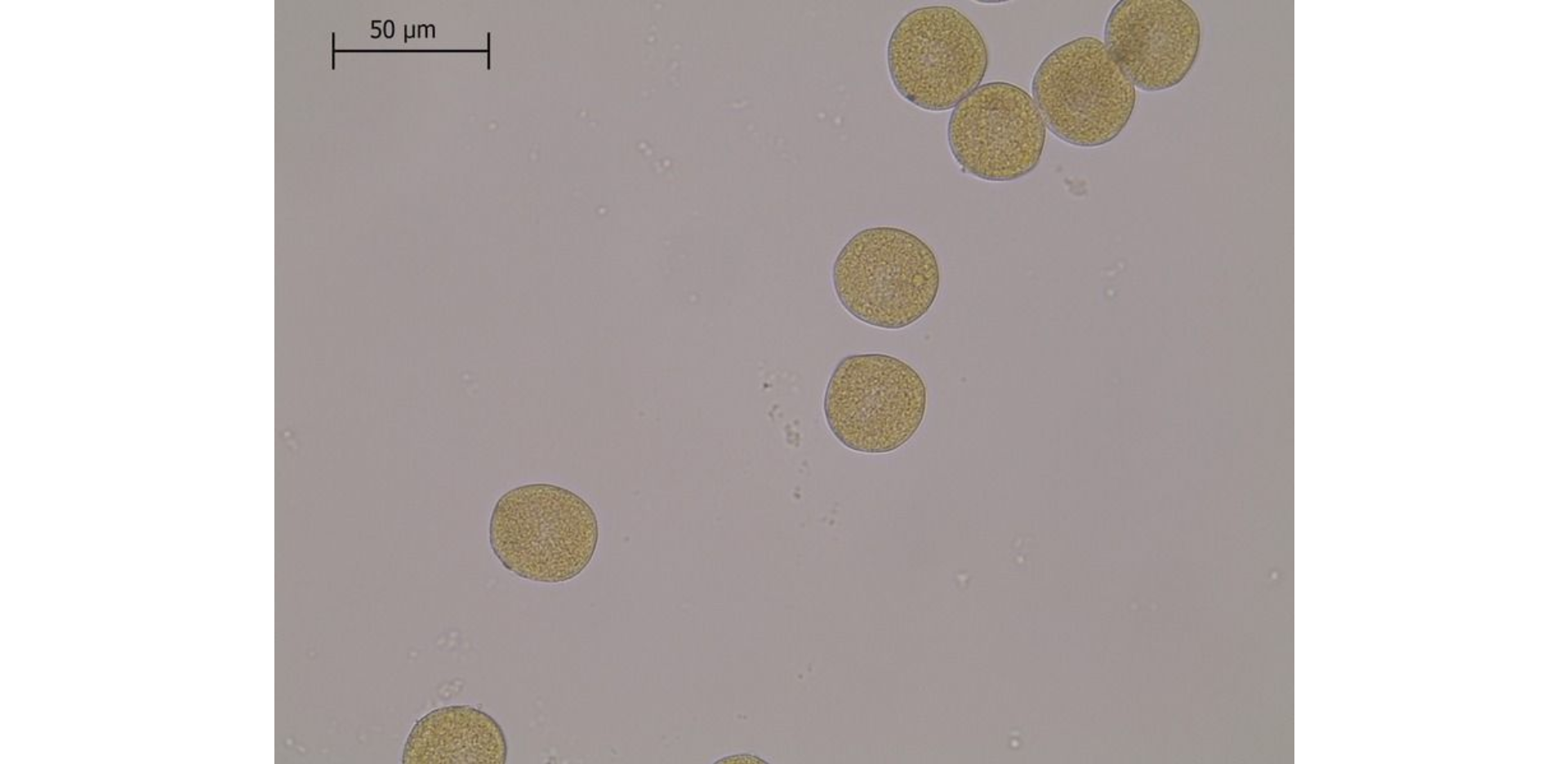
Urediniosporen
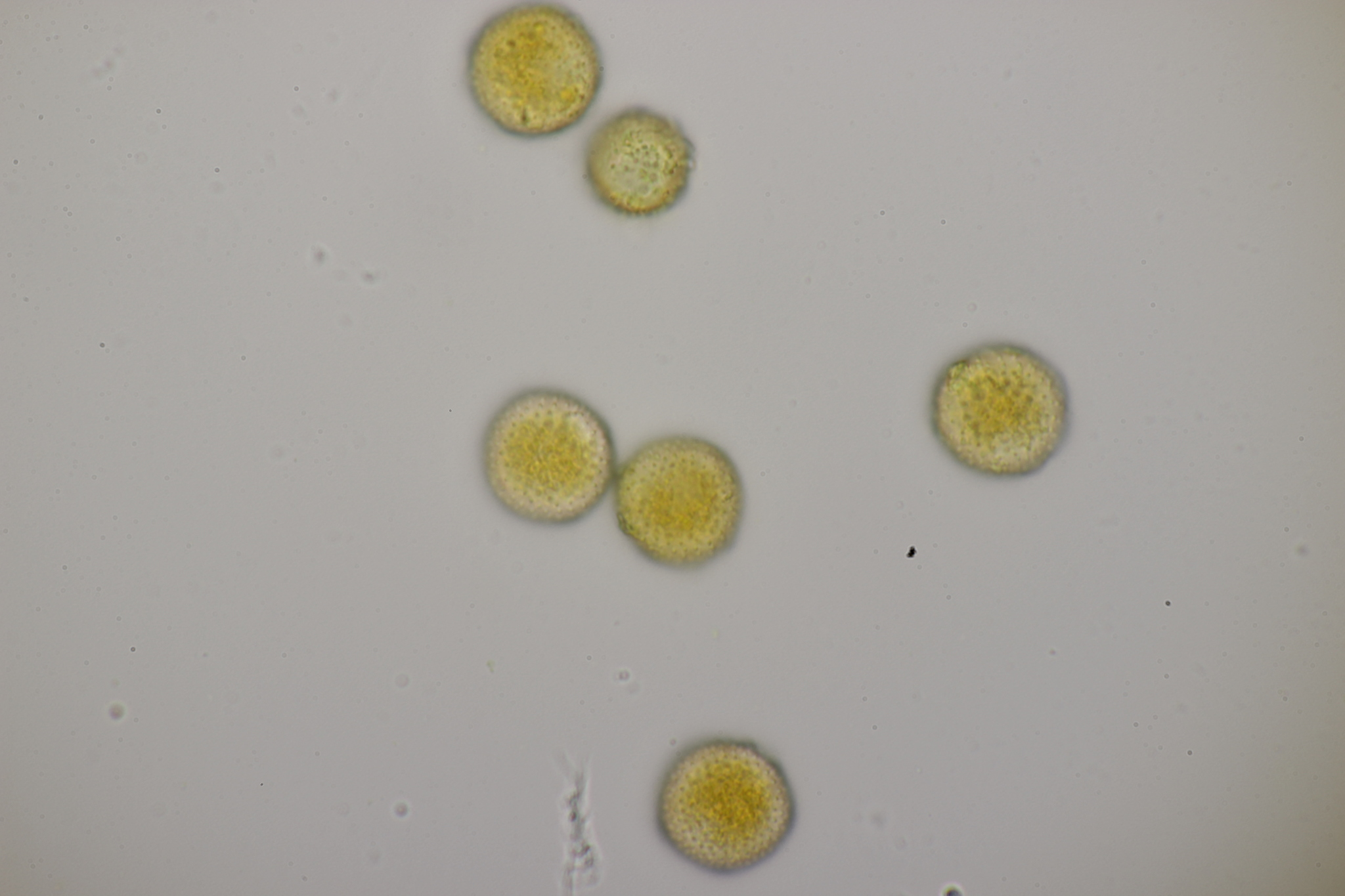
Urediniosporen